# Сезон чудес (фильм, 2018)
«Сезон чудес» (англ. The Miracle Season) — спортивная драма 2018 года режиссёра Шона Макнамары, основанная на реальной истории, произошедшей в команде «Iowa City West High School». Премьера состоялась 6 апреля 2018 года в США и Канаде.

## Сюжет
Кэролайн — капитан школьной волейбольной команды из Айовы. Однажды уехав с вечеринки, она попадает в автомобильную катастрофу, в которой погибает. В команде траур, однако, тренер находит способ мотивировать спортсменок продолжать турнир.

## В ролях
| Актёр         | Роль                            |
| ------------- | ------------------------------- |
| Хелен Хант    | Кэти Брэснахан                  |
| Уильям Хёрт   | доктор Эрни Фаунд отец Кэролайн |
| Эрин Мориарти | Келли Флихлер подруга Кэролайн  |
| Даника Ярош   | Кэролайн Фаунд                  |
| Тира Скоуби   | Бри                             |
| Ребекка Стааб | Бетани                          |

## Отзывы
Фильм получил смешанные оценки кинокритиков. На сайте Rotten Tomatoes у картины 51 % положительных рецензий на основе 41 отзыва. На сайте Metacritic — 44 балла из 100 на основе 13 рецензий. Обозреватель сайта RogerEbert.com Гленн Кенни поставил картине 2,5 звезды из 4.